# 叠氮乙酸乙酯
叠氮乙酸乙酯是一种有机化合物，化学式为C4H7N3O2。它可以溴乙酸乙酯和叠氮化钠为原料反应制得。它和苯乙炔在催化下反应，可以得到4-苯基-1H-1,2,3-三唑-1-乙酸乙酯；它和乙酰腈加压反应，可以得到5-乙酰基-1H-四唑-1-乙酸乙酯。它在50%甲醇水溶液中用氢氧化锂水解，再酸化后可以得到叠氮乙酸。